# Солотавка
Солотавка — упразднённая деревня в Буйском районе Костромской области России. Входила на год упразднения в Шушкодомский сельсовет. Ныне урочище на территории Центрального сельского поселения.

## География
Урочище находится в западной части области, в подзоне южной тайги, в пределах Галичско-Чухломской возвышенности, у реки Волженка.
Абсолютная высота — 167 метров над уровнем моря.

### Климат
Климат характеризуется как умеренно континентальный, с продолжительной холодной многоснежной зимой и коротким сравнительно тёплым летом. Среднегодовая температура воздуха — 2,6 °C. Средняя температура воздуха самого холодного месяца (января) — −12 °C ; самого тёплого месяца (июля) — 18,2 °C. Безморозный период длится около 112—115 дней. Продолжительность периода активной вегетации растений (выше 10 °C) составляет примерно 125 дней. Годовое количество атмосферных осадков — 610 мм, из которых 424 мм выпадает в период с апреля по октябрь. Снежный покров держится в течение 150—160 дней.

## История
Упразднена Постановлением главы администрации Костромской области от 18 июня 1997 года № 410 «Об исключении из учётных данных ряда населённых пунктов области».